# Валя-Пуцулуй-Мерей
Валя-Пуцулуй-Мерей, Валя-Пуцулуй (рум. Valea Puțului Merei) — село у повіті Бузеу в Румунії. Входить до складу комуни Мерей.
Село розташоване на відстані 92 км на північний схід від Бухареста, 12 км на захід від Бузеу, 110 км на захід від Галаца, 99 км на південний схід від Брашова.

## Населення
За даними перепису населення 2002 року у селі проживали 224 особи, усі — румуни. Усі жителі села рідною мовою назвали румунську.